# Clux-Villeneuve
Clux-Villeneuve település Franciaországban, Saône-et-Loire megyében. Lakosainak száma 301 fő (2022. január 1.). Clux-Villeneuve Lanthes, Jallanges, Trugny, Longepierre, Mont-lès-Seurre, Navilly és Pourlans községekkel határos.

## Népesség
A település népességének változása:
| Lakosok száma | 339  | 336  | 324  | 319  | 313  | 309  | 305  | 301  |
|               | 2013 | 2015 | 2017 | 2018 | 2019 | 2020 | 2021 | 2022 |